# ZLTO
ZLTO (Zuidelijke Land- en Tuinbouworganisatie) is een organisatie voor boeren en tuinders in Zeeland, Noord-Brabant en Zuid-Gelderland. De organisatie zet in op belangenbehartiging van ruim 13.000 bij haar aangesloten ondernemers en voormalig ondernemers in de sector.
Wim Bens is voorzitter van de organisatie en Kathleen Goense directeur. ZLTO kent op regionaal en gemeentelijk niveau verschillende afdelingen.
| Naam           | Periode    |
| -------------- | ---------- |
| Antoon Vermeer | 1996-2009  |
| Hans Huijbers  | 2009-2019  |
| Wim Bens       | 2019-heden |

Bij ZLTO werken circa 140 medewerkers verspreid over het hoofdkantoor in 's-Hertogenbosch en een kantoor in Colijnsplaat.
Naast belangenbehartiging voor haar leden begeleidt de organisatie projecten in het werkgebied en voorziet ze ondernemers van individueel bedrijfsadvies. Verder investeert de organisatie in bedrijven en projecten die het (agrarisch) ondernemerschap positief beïnvloeden. Zo is ZLTO aandeelhouder van voedingsmiddelenconcern Vion Food, en participeert in bedrijven als BMC Moerdijk, Streekselecties en proefboerderij Rusthoeve in Colijnsplaat.
Samen met collega-organisaties LLTB en LTO Noord vormt ZLTO de agrarische koepelorganisatie LTO Nederland.
In 2018 vierde de organisatie 175 jaar georganiseerde landbouw in Zeeland. Ter gelegenheid werden foto's uit het verleden gedigitaliseerd en ondergebracht in het Zeeuws Archief. Zo'n 400 foto's waren bij de viering rechtenvrij en online beschikbaar.